# 蒂普鏢鱸
蒂普鏢鱸為輻鰭魚綱鱸形目鱸亞目河鱸科的其中一種，分布於美國俄亥俄河至田納西河流域，體長可達4.3公分，棲息在水淺、礫石底質的溪流，屬肉食性，以水生昆蟲、橈腳類等為食。